# ها جنگ یئان
ها جنگ یئان (انگلیسی: Ha Jeong-yeon؛ متولد ۱۹ مه ۱۹۸۴) یک تکواندوکار اهل کره جنوبی است.
وی در مسابقات قهرمانی تکواندو جهان ۲۰۰۳ در گارمیش-پارتنکیرشن، با شکست دادن نوتچارین سوخوندومنون در نیمه نهایی و تیلور استون در بازی نهایی، برنده مدال طلا شد.